# Astrea (geslacht)
Astrea is een geslacht van neteldieren uit de klasse van de Anthozoa (bloemdieren).

## Soorten
- Astrea annuligera Milne Edwards & Haime, 1849
- Astrea curta Dana, 1846
- Astrea devantieri (Veron, 2000)
- Astrea rotulosa (Ellis & Solander, 1786)

## Uitgestorven soorten
- Astrea guettardi Defrance, 1826 †
- Astrea turonensis Michelin, 1847 †